# درگیری اسرائیل و حزب‌الله (۲۰۲۳–اکنون)
در ۸ اکتبر ۲۰۲۳، گروه شبه‌نظامی حزب‌الله لبنان در نخستین اقدام خود در جنگ غزه، مواضع اسرائیل را با موشک و گلوله‌های توپخانه هدف قرار داد. اسرائیل نیز با حملات پهپادی و شلیک توپخانه به مواضع حزب‌الله، تلافی کرد. این حملات پس از آن صورت گرفت که حزب‌الله از حملات حماس به اسرائیل حمایت کرد.

## پیش‌زمینه

### تشدید درگیری‌ها
تشدید تنش قابل‌توجهی در سپتامبر ۲۰۲۴ رخ داد که انفجار پیجرها و بی‌سیم‌های حزب‌الله لبنان آغازگر آن بود. چند روز بعد، ابراهیم عقیل، یکی از اعضای ارشد حزب‌الله که در انفجار ۱۹۸۳ بیروت دست داشت، به‌دست نیروهای دفاعی اسرائیل کشته شد. اندکی پس از آن ارتش اسرائیل اعلام کرد تا زمانی که شهروندان اسرائیلی در ناحیهٔ درگیری بتوانند سالم به خانه خود بازگردند، حملاتش ادامه خواهند داشت. مرگبارترین و گسترده‌ترین تلفات لبنان در نتیجهٔ حملات هوایی موشکی ۲۳ سپتامبر بود که دست‌کم ۲۷۴ کشته و بیش از ۱۰۲۴ زخمی شامل کودکان، زنان و امدادگران بر جای گذاشت.

### حمله به مرکز فرماندهی حزب‌الله در بیروت
روز جمعه ۲۷ سپتامبر ۲۰۲۴، ارتش اسرائیل، مرکز فرماندهی حزب‌الله در ضاحیه جنوبی بیروت را مورد هدف قرار داد که در این حمله، چهار ساختمان، ویران شد. متعاقبا حزب‌الله اعلام کرد که سید حسن نصرالله، دبیرکل این گروه کشته شده است.

## تلفات

### تلفات حزب‌الله
- فؤاد شکر فرمانده ارشد حزب‌الله لبنان در ۳۰ ژوئیه ۲۰۲۴ و در حمله هوایی اسرائیل به ضاحیه جنوبی بیروت کشته شد.
- روز ۲۰ سپتامبر ۲۰۲۴ ابراهیم عقیل یکی از فرماندهان ارشد نظامی حزب‌الله در حمله هوایی اسرائیل به بیروت کشته شد، حزب‌الله مرگ او را تأیید کرد.[۱۷]
- ارتش اسرائیل اعلام کرد که ابراهیم قبیسی از چهره‌های اصلی واحد موشکی حزب‌الله در حمله جنگنده‌های اسرائیلی روز ۲۴ سپتامبر ۲۰۲۴ در منطقه ضاحیه بیروت کشته شد.[۱۸]
- روز جمعه ۲۷ سپتامبر ۲۰۲۴ سید حسن نصرالله دبیرکل حزب‌الله لبنان، علی کرکی از فرماندهان ارشد این حزب و عباس نیلفروشان فرمانده ارشد سپاه پاسداران در لبنان در حمله جنگنده‌های اسرائیل به مقر فرماندهی و با استفاده از بمب‌های سنگرشکن کشته شدند.[۱۹]
- روز ۲۹ سپتامبر ۲۰۲۴ نبیل قاووق از اعضای ارشد کادر رهبری این گروه بر اثر حمله اسرائیل کشته شد.[۲۰]
- در ۴ اکتبر ۲۰۲۴ سید هاشم صفی‌الدین رئیس شورای اجرایی حزب‌الله در حمله هوایی اسرائیل به ضاحیه جنوبی بیروت کشته شد.

## جنایت جنگی

### استفاده از اورانیوم ضعیف شده
سندیکای شیمی‌دانان لبنانی دربارهٔ بمباران اسرائیل بیانیه ای صادر کرد. در بیانیه شیمیدانان لبنانی آمده است که حجم تخریب و نفوذ به ساختمانها و ده‌ها متری زیر زمین نمایانگر به‌کارگیری بمب‌های حاوی اورانیوم ضعیف‌شده (Depleted Uranium) است که توان نفوذ و رخنه گسترده دارد و استفاده از این تسلیحات ممنوعه بین‌المللی و به ویژه در بیروت پرجمعیت به ویرانی شدید منجر می‌شود و غبار ناشی از این حملات نیز باعث بیماری‌های زیادی به ویژه هنگام استنشاق آن می‌شود. اتحادیه شیمیدانان لبنانی از مردم خواستند که به مناطقی که در معرض این حملات می‌شوند تا شعاع دو کیلومتری نزدیک نشوند و افرادی هم که مجبور به نزدیک شدن به این منطقه هستند لباس مخصوص ضدغبار و ماسک‌های ویژه مواد شیمیایی بزنند.

### استفاده از بمب فسفری
استفاده از بمب فسفری توسط ارتش اسرائیل گزارش شده است. استفاده از این بمب جنایت جنگی تلقی می‌شود.

### هدف قرار دادن خبرنگاران
تحقیقات روزنامه گاردین نشان می‌دهد که اسرائیل برای هدف قرار دادن و کشتن سه روزنامه‌نگار و زخمی کردن سه تن دیگر در حمله ۲۵ اکتبر (۴ آبان ماه) به جنوب لبنان از سلاح‌ها و مهمات آمریکایی استفاده کرده بود. در ساعت ۰۳:۱۹ بامداد ۲۵ اکتبر به وقت محلی، یک جنگنده اسرائیلی دو بمب را به سمت کلبه‌ای که سه خبرنگار، عکاس شبکه المیادین غسان نجار و محمد ردا از شبکه المیادین و سام قاسم از شبکه المنار، در آنجا حضور داشتند شلیک می‌کند و هر سه نفر آنها در خواب کشته می‌شوند و سه خبرنگار دیگر نیز که در نزدیکی محل اقامت آنها اسکان داشتند نیز زخمی می‌شوند.
این اتفاق در شرایطی صورت گرفته است که قبل از یا در زمان حمله اسرائیل، هیچ درگیری در محل وقوع حادثه رخ نداده بود و بسیاری از کارشناسان این اقدام اسرائیل را برابر با جنایت جنگی توصیف کرده‌اند. روزنامه گاردین از محل حادثه بازدید کرده و با صاحب ملک و خبرنگاران حاضر در محل حادثه در زمان حمله هوایی اسرائیل گفتگو کرده و ترکش‌های پیدا شده در محل حمله را مورد تجزیه و تحلیل قرار داده است و تجهیزات جاسوسی اسرائیل در محدوده مواضع خبرنگاران را پیدا کرده است.
طبق یافته‌های گاردین، سه کارشناس حقوق بین‌الملل بشردوستانه گفتند که این حمله می‌تواند جنایت جنگی باشد و خواستار تحقیقات بیشتر شدند. یکی از این حقوق‌دانان تصریح کرد «تمامی نشانه‌ها حاکی از آن است که به عمد روزنامه‌نگاران هدف قرار داده شده‌اند: یک جنایت جنگی بوده است. اینجا به وضوح به عنوان مکانی مشخص شده بود که روزنامه نگاران در آن اقامت داشتند».
روزنامه گاردین گزارش کرد که هیچ‌گونه شواهدی از وجود زیرساخت نظامی حزب‌الله در محل حمله اسرائیل پیدا نکردند و حتی مشخص شد که هیچ‌یک از خبرنگاران هیچ‌گونه سلاحی نداشتند و همگی غیرنظامی بودند. ارتش اسرائیل به درخواست روزنامه گاردین برای شفاف‌سازی دربارهٔ این‌که کدام یک از این خبرنگاران از اعضای حزب‌الله بوده‌اند و جزئیاتی دربارهٔ نتیجه تحقیقات دربارهٔ این حمله پاسخ نداد. گاردین ادامه داد که صرف‌نظر از نوع وابستگی سیاسی خبرنگاران، در مجموع، کشتن خبرنگاران طبق قوانین بشردوستانه بین‌المللی غیرقانونی است مگر آن‌که مشخص شود آنها در فعالیت‌های نظامی مشارکت دارند.
جنینه دیل، مدیر مؤسسه اخلاق، قانون و درگیری مسلحانه آکسفورد در این خصوص می‌گوید «این یک رویه خطرناک است که قبلاً نیز در غزه مشاهده کردیم که خبرنگاران به واسطه وابستگی‌ها و تمایلات سیاسی خود، به عملیات‌های نظامی مرتبط دانسته می‌شوند و اهداف حمله قرار می‌گیرند. چنین چیزی با قوانین بین‌المللی مرتبط نیست».

## واکنش‌ها
- پس از اقدامات جنبش حزب‌الله در مقابله با اسرائیل در جریان عملیات طوفان‌الاقصی، اتحادیه عرب در تیر ۱۴۰۳ اعلام کرد که دیگر این جنبش را یک «گروه تروریستی» نمی‌داند. «حسام زکی» معاون دبیرکل اتحادیه کشورهای عربی، پس از بازگشت از لبنان در یک گفت‌وگوی تلویزیونی اظهار داشت: «پیش از این در تصمیمات اتحادیه کشورهای عربی، حزب‌الله به عنوان سازمان تروریستی نامگذاری شده بود و کشورهای عضو هیچ ارتباطی با آن نداشتند اما اکنون این کشورها توافق کرده‌اند که از عنوان «تروریستی» برای حزب‌الله استفاده نکنند و امکان ارتباط با این جنبش مهیا شود.»[۲۷][۲۸] در این سفر، حسام زکی با «محمد رعد» رئیس فراکسیون وفاداری به مقاومت در مجلس نمایندگان لبنان دیدار کرد. این اولین ارتباط میان اتحادیه عرب و حزب‌الله از بیش از ۱۰ سال گذشته تاکنون بود.[۲۹]
- حسن فضل‌الله، نماینده فراکسیون وفاداری به مقاومت دربارهٔ عملیات حزب‌الله گفت: «ایران در تصمیم حزب‌الله برای پشتیبانی از غزه ورود نکرد و تصمیم در زمان سید حسن نصرالله، تصمیم لبنانی بود.»[۳۰]
- مردم غزه نسبت به درگذشت نصرالله ابراز ناراحتی کردند. یکی از آنان گفت: «زمانی که دیگران ما را ترک کردند، نصرالله با ما بود. هر کس که در کنار ما ایستاد، صرف نظر از ملیت و مذهبش، ما با از دست دادن یا مرگش سوگواری خواهیم کرد.» شخص دیگری در غزه گفت: «وقتی خبر شهادت را شنیدم دلم شکست. همه اطرافیانم، همسایه‌هایم همه امیدوار بودیم که این درست نباشد.»[۳۱]
- کاربران ایرانی در شبکه‌های مجازی از مرگ حسن نصرالله اظهار خوشحالی کردند، یکی از کاربران ایرانی در شبکه ایکس نوشت: «یک دشمن بزرگ ایران و ایرانی رفت و شادی مردم ایران قابل درک است» کاربر دیگری نوشت: «در ایران آزاد با هلهله بر گورهای‌تان می‌رقصیم. این شادمانی بر همه مردم ایران خجسته باد»[۳۲]
- پس از کشته شدن نصرالله، برخی از شهروندان ایران، شیرینی پخش کردند.[۳۳]